# Germanijum telurid
Germanijum telurid (GeTe) je hemijsko jedinjenje germanijuma i telura. On je komponenta halkogenog stakla. On pokazuje semimetalnu provodnost i feroelektrične osobine.
Germanijum telurid se javlja u tri glavne kristalne forme, na sobnoj temperaturi α (romboedarska) i γ (ortorombična) strukture, i na visokoj temperaturi β (kubna, tip kamene soli) faza. α Faza je najšire rasprostranjena.